# Nyírlak megállóhely
Nyírlak megállóhely egy megszűnt Veszprém vármegyei vasúti megállóhely volt, amit a MÁV üzemeltetett Sümeg településen.
A város központjától csaknem négy kilométerre északnyugatra helyezkedett el, a névadó Nyírlakpuszta külterületi településrésztől nem messze északra; megközelítését a 84-es főút és a 7328-as út felől is csak  mezőgazdasági utak biztosították.
A 2019–2020-as menetrendváltástól, azaz 2019. december 15-étől a MÁV az alacsony kihasználtságra hivatkozva megszüntette a megállóhelyet, a személyvonatok helyett autóbuszokat indítanak, de ezek nem érintik Nyírlak megállóhelyet. Az új InterRégió vonatok a megállóhelyen megállás nélkül áthaladnak.

## Vasútvonalak
A megállóhelyet az alábbi vasútvonalak érintik:
- Balatonszentgyörgy–Tapolca–Ukk-vasútvonal

## Kapcsolódó állomások
A megállóhelyhez az alábbi állomások vannak a legközelebb:
- Zalagyömörő megállóhely
- Sümeg vasútállomás

## Forgalom
A megállóhely megszüntetése előtt az Ukk és Balatonszentgyörgy között közlekedő személyvonatok közül naponta 2 vonat állt meg mind a két irányban.